# 叶诗雯
叶诗雯（英語：Carissa Yip，2003年9月10日—），美国华裔女子国际象棋棋手、国际象棋国际大师。

## 生平
叶诗雯出生于马萨诸塞州波士顿，其父亲叶培照是香港移民，母亲程华琳则来自四川。她6岁起开始学习国际象棋。2014年，10岁的叶诗雯在新英格兰公开赛中击败特级大师亚历山大·伊凡诺夫，使她成为了历史上击败特级大师最年轻的女棋手。2015年3月，她获得了美国国际象棋协会认定的国家大师称号。她也打破了另一位华裔棋手王安妮不久前创下的纪录，成为了美国国际象棋史上最年轻的女子国家大师。2018年，叶诗雯获国际棋联授予的女子国际大师称号。同年，连夺美国女子青年冠军、
世界公开赛女子冠军。 2019年，她又连夺北美女子青年冠军、美国女子青年冠军，并晋升为女子特级大师。同年，她在SPICE杯邀请赛中以5/9分的表现完成比赛，并由此得以晋升国际大师。她也是美国历史上获得此头衔最年轻的女棋手。2020年，她蝉联美国女子青年冠军。同年，她在美国女子锦标赛中以0.5分的差距落后伊琳娜·克鲁什，获得亚军。2021年，她再度参加美国女子锦标赛并获得冠军。